# جورج بارنز غريسبي
جورج بارنز غريسبي (بالإنجليزية: George Barnes Grigsby)‏ هو محامي أمريكي، ولد في 2 ديسمبر 1874 في سو فولز في الولايات المتحدة، وتوفي في 9 مايو 1962 في سانتا روسا في الولايات المتحدة.